# Праздники Гибралтара
Праздники Гибралтара определены законодательством британской заморской территории Гибралтар. Эти дни являются нерабочими, если праздник попадает на выходной, предоставляется дополнительный день отдыха. Официальные праздники 2015 года приведены в таблице.
| Праздник                     | Дата                          | Дата в 2015 году |
| ---------------------------- | ----------------------------- | ---------------- |
| Новый год                    | 1 января                      | 01.01.2015       |
| День Содружества             | второй понедельник марта      | 09.03.2015       |
| Великая пятница              | переменный                    | 03.04.2015       |
| Светлый понедельник          | переменный                    | 06.04.2015       |
| День памяти рабочих          | последний понедельник апреля  | 27.04.2015       |
| Первое мая                   | 1 мая                         | 01.05.2015       |
| Весенние банковские каникулы | последний понедельник мая     | 25.05.2015       |
| День рождения королевы       | переменный                    | 15.06.2015       |
| Летние банковские каникулы   | последний понедельник августа | 31.08.2015       |
| Национальный день Гибралтара | 10 сентября                   | 10.09.2015       |
| Рождество                    | 25 декабря                    | 25.12.2015       |
| День подарков                | 26 декабря                    | 28.12.2015       |